# Biloskeliuvate, Krasnodon
Biloskeliuvate (în ucraineană Білоскелювате) este localitatea de reședință a comunei Biloskeliuvate din raionul Krasnodon, regiunea Luhansk, Ucraina.

## Demografie
Componența lingvistică a localității Biloskeliuvate
     Rusă (56,88%)
     Ucraineană (42,84%)
     Alte limbi (0,28%)
Conform recensământului din 2001, majoritatea populației localității Biloskeliuvate era vorbitoare de rusă (56,88%), existând în minoritate și vorbitori de ucraineană (42,84%).